# Фёдоров, Владилен Николаевич
Владилен Николаевич Фёдоров (1924—2003) — советский государственный деятель, разведчик, генерал-майор.
Прошел путь от рядового сотрудника до руководителя одного из ведущих подразделений разведки. Находился в пяти длительных загранкомандировках, дважды — в качестве резидента в странах со сложной оперативной обстановкой.

## Биография
Родился 8 мая 1924 года в городе Балта Молдавской АССР, ныне Одесской области Украины, в семье военнослужащего.
Через год после окончания школы, в 1942 году, был призван в РККА и вскоре направлен на учёбу в Военный институт иностранных языков (учебное заведение Главного разведуправления, закрыто в 1994 году, когда институт назывался Военный институт Министерства обороны СССР), где изучал изучал французский и турецкий языки. После окончания института служил в Закавказском военном округе в Тбилиси. В конце 1946 года был направлен в командировку в Болгарию, в политуправление Южной группы войск. В 1948—1950 годах вновь служил в Тбилиси.
В 1954 году Фёдоров окончил Военно-дипломатическую академию и с этого момента служил в органах госбезопасности СССР (в разведке). В 1955—1960 годах находился в Турции, работал в резидентуре КГБ в Анкаре (прикрытие — 2-й секретарь, заведующий консульским отделом Посольства СССР). В 1962—1967 годах — резидент КГБ в Багдаде (прикрытие — советник посольства СССР); в 1969—1972 годах — снова резидент КГБ в Анкаре.
В 1972 году вернулся в СССР и работал начальником 8-го отдела Первого главного управления КГБ при Совете Министров СССР, с 1974 по 1982 год — начальник 18-го отдела Первого главного управления КГБ, в 1982—1990 годах — руководитель Представительства КГБ при Министерстве внутренних дел Болгарии.
С 1991 года В. Н. Фёдоров находился на пенсии. С 23 апреля 1991 года работал председателем правления Региональной общественной организации «Ветераны внешней разведки», покинул этот пост в 2001 году по состоянию здоровья, оставшись почетным председателем правления.
Умер 1 мая 2003 года в Москве. Был похоронен на Троекуровском кладбище города.
Был награждён двумя орденами Красной Звезды, орденами Трудового Красного Знамени и «Знак Почёта», а также медалями, среди которых «За боевые заслуги» и несколькими иностранными наградами. Удостоен знаков «Почётный сотрудник госбезопасности» и «За службу в разведке». За особые заслуги перед внешней разведкой имя Владилена Федорова было занесено на Доску почета Зала истории внешней разведки.